# 岡島重敏
岡島 重敏（おかじま しげとし、1894年（明治27年）1月6日 - 1961年（昭和36年）12月2日）は、大日本帝国陸軍軍人。最終階級は陸軍少将。功四級。

## 経歴
1894年（明治27年）に愛知県で生まれた。陸軍士官学校第26期卒業。1940年（昭和15年）8月1日に陸軍歩兵大佐に進級し、8月15日に歩兵第5連隊長（第3軍・第8師団・歩兵第4旅団）に就任した。1943年（昭和18年）8月に中部軍教育隊長に転じた。
1945年（昭和20年）3月1日に陸軍少将に進級し、3月9日に第2独立警備隊司令官（第20軍）に着任。中国戦線に出征し、長沙の警備に当たる中で終戦を迎えた。
1947年（昭和22年）11月28日、公職追放仮指定を受けた。

## 栄典
- 1945年（昭和20年）5月17日 - 勲二等瑞宝章[5]